# Barrio Nochicala
Barrio Nochicala är en ort i Mexiko.   Den ligger i kommunen Xochimilco och delstaten Distrito Federal, i den sydöstra delen av landet, 22 km söder om huvudstaden Mexico City. Barrio Nochicala ligger 2 390 meter över havet och antalet invånare är 203.
Terrängen runt Barrio Nochicala är kuperad åt sydväst, men åt nordost är den platt. Runt Barrio Nochicala är det tätbefolkat, med 411 invånare per kvadratkilometer. Närmaste större samhälle är Iztapalapa, 12,9 km norr om Barrio Nochicala. Trakten runt Barrio Nochicala består till största delen av jordbruksmark.